# Волчья яма (фильм, 2005)
«Во́лчья я́ма» (англ. Wolf Creek, по названию кратера Вулф-Крик) — фильм ужасов, снятый австралийским режиссёром Грегом Маклином в 2005 году. Фильм основан на преступлениях реального австралийского маньяка по имени Айван Милат.
В 2013 году был снят сиквел «Волчья яма 2» и телесериал «Волчья яма».

## Сюжет
Австралия, 1999 год. Две молодых британки и австралиец Бен после весёлого отдыха на море решают посетить природную достопримечательность, находящуюся в пустыне — метеоритный кратер Вулф-Крик. Там они проводят несколько часов, при этом погода портится и начинается дождь. По возвращении к машине выясняется, что машина не заводится, к тому же у двоих из компании остановились часы. Уже темнеет, и молодые люди собираются заночевать в машине. Ночью из темноты неожиданно появляется местный житель Мик, который соглашается помочь. Для этого он предлагает отбуксировать машину туристов в свой лагерь, находящийся на заброшенных шахтах.
У костра хозяин рассказывает весёлые истории из своей охотничьей практики, впрочем, изрядно сдобренные чёрным юмором. После этого все ложатся спать, а утром одна из девушек — Лиз — обнаруживает себя связанной в сарае. Ей удаётся освободиться, но через окно она видит, как Мик пытает её подругу Кристи. Вдобавок там на стене висят останки другой девушки. Лиз пытается помочь подруге, ранит Мика, даже угоняет его машину. Однако в итоге Лиз приходится вернуться в дом маньяка, где она находит кучу фотографий и личных вещей, видимо, принадлежавших другим жертвам. Просматривая их, девушка находит свою видеокамеру с записью, где она, Кристи и Бен заправляются на автозаправке. Рядом стоит машина Мика, из чего Лиз понимает, что стало причиной поломки их машины.
Девушка пытается угнать другую машину, однако в этот момент Мик наносит ей тяжёлое ножевое ранение, а затем отрубает пальцы на руке, после чего травмирует позвоночник. В это время Кристи пытается убежать по шоссе, где ей пытается помочь водитель проезжающей машины, однако Мик сначала убивает его из снайперской винтовки, а затем и девушку.
Бен оказывается распятым в штольне, где, помимо него, находятся останки других людей и клетки с питбулями и овчарками. Ценой неимоверных усилий ему удаётся выбраться оттуда и дойти до кратера. Юношу находят туристы, которые отвозят его в больницу. В титрах сообщается, что ни следы девушек, ни лагерь Мик Тейлора так и не были найдены. Фильм заканчивается сценой, где Мик, вооружённый винтовкой, идёт вдаль через пустыню.

## В ролях
| Актёр            | Роль                     |
| ---------------- | ------------------------ |
| Джон Джэррэт     | Мик Тейлор               |
| Кассандра Маграт | Лиз Хантер               |
| Кести Морасси    | Кристи Эрл               |
| Натан Филлипс    | Бен Митчелл              |
| Гордон Пул       | старик                   |
| Гай О’Доннелл    | продавец машин           |
| Фил Стивенсон    | механик                  |
| Джофф Ревелл     | работник на бензоколонке |
| Энди МакФи       | Базза                    |
| Грег Маклин      | Полицейский камео        |

## Награды
Фильм получил 3 премии и был номинирован на 26, в том числе:
- 2005 — премия Austin Fantastic Fest в категории лучший актёр (Джон Джэррет)
- 2005 — премия Общества кинематографистов Австралии
- 2006 — номинация в категории «Лучший фильм ужасов» премии «Сатурн»

## Продолжения
- В 2013 году был снят сиквел под названием «Волчья яма 2»[1].
- В 2017 году было выпущено два сезона одноимённого сериала по мотивам тех же событий.